# أندريه أمادور
أندريه أمادور (بالإسبانية: Andrey Amador) مواليد 29 أغسطس 1986 في سان خوسيه، هو دراج كوستاريكي في صنف سباق الدراجات على الطريق. شارك في دورة الألعاب الأولمبية الصيفية.

## سباقات أو مراحل فاز بها
- طواف إيطاليا

## روابط خارجية
- أندريه أمادور على موقع الاتحاد الدولي للدراجات (الإنجليزية)
- أندريه أمادور على موقع أرشيف الدراجات (الإنجليزية)
- أندريه أمادور على موقع إحصائيات الدراجات الإحترافية (الإنجليزية)
- أندريه أمادور على موقع نسبة الدراجات (الإنجليزية)
- أندريه أمادور على موقع CycleBase (الإنجليزية)
- أندريه أمادور على موقع أوليمبيديا (الإنجليزية)
- أندريه أمادور على موقع AS.com (الإسبانية)